# ヌードファイター柚希
『ヌードファイター柚希』（ヌードファイターゆずき）は、爲永ゆうによる小学館『モバMAN』連載の日本の漫画作品。『週刊少年サンデー』2007年17号掲載の読切『ネイキッドモンキー柚希』を元とする。「脱ぐ」ことによって特殊な力を発揮する拳法「裸拳」の後継者である阿綜柚希をめぐり、ライバル同士が激しい全裸バトルを繰り広げる物語。

## 登場人物

### 主要人物
阿綜柚希（あそう ゆずき）
主人公。裸拳「極（ごく）」の使い手。裸質は「情」。「裸拳」総本家であり「覇権」を持つ阿綜家の後継者だが、自身は普通の女の子として生きることを望んでいる。鳳翔先輩と結ばれることを夢見て戦う。下克上高校1年生園芸部所属。誕生日は8月26日。
須田秋生（すだ あきお）
柚希の幼馴染。陰から日向から命懸けで柚希を助ける。密かに柚希を愛しているが、当の柚希は鳳翔先輩の事が好きなために「異性」として意識してもらえず悶々とした日々を送る。成り行きで刺客のうち２人から好意を寄せられるも、柚希への愛情は最後まで揺らがなかった。しかし柚希の鳳翔先輩への愛情も揺らがず、彼が報われることはなかった。
鳳翔護（ほうしょう まもる）
下克上高校2年生の先輩。園芸部部長。柚希の憧れの人。基本的に動物や植物にしか興味が無く、それ以外のことは目に入らない。
立野正人（たての まさと）
下克上高校2年生の先輩。園芸部副部長。眼鏡をかけている。
柚希の父
阿綜家現当主。名前は不明。筋骨隆々としたマッチョな肉体の持ち主。いつもふんどし一丁で「父」と書かれた天狗の面をつけている。柚希を鍛え上げて立派な後継者にしようと事あるごとにバトルを仕掛け、裸拳の力を発動させるため柚希の服を剥ぎ取ったり奪ったりする。横暴で非常識な人物だか、柚希に対する父としての愛情は人並みにある。
阿綜皐月（あそう さつき）
柚希の母。父とは対照的に、柚希の「普通の女の子として生きたい」という思いを理解し、尊重している。普段はおしとやかで落ち着いた女性だが、実は裸拳使い。いざとなると柚希と父のバトルを止めに入るほどの腕前を持つ。

## 刺客
次期総本家の座を狙う各家の裸拳使い達。共通の資質を持つ者同士で数人のグループを組んでいる。

### 第一陣・橘グループ
弓道部の橘楓を中心に同盟を結んだグループ。日本の伝統的な武道・競技を得意とする。服装や趣味も純和風を好むメンバーが多いため、本編中では「和風軍団」と呼称される事がある。
橘楓（たちばな かえで）
弓道部所属。裸拳「射」の使い手。裸質は「情」。男のような言葉遣いで袴の下にはふんどしを着用。誤解により秋生への愛情に目覚め、裸質を開花させた。
葛西百蓮（かさい びゃくれん）
華道部所属。葛西流裸拳「閃」の使い手。技として「菊一悶字・百華繚乱」「菊一悶字・華蕾」を使う。護の親戚でもある。
利根柔（とね やわら）
柔道部所属。裸拳「柔」の使い手。小柄なロリータ体型。天真爛漫な性格で脱衣にまったく抵抗が無い。語尾に「ナリ」をつける。
榊（さかき）
忍術同好会所属。裸拳「幻」の使い手。忍術を駆使する。無口。制服の下にはさらしとふんどしを着用。
九条歩（くじょう あゆむ）
将棋部所属。眼鏡をかけている。裸拳「操」の使い手。普段は角帽を被っており、一人称は"僕"。

### 第二陣・扶桑グループ
テニス部の扶桑あげはを中心に同盟を結んだグループ。女子の部活としては花形的な海外スポーツを得意とする。
扶桑あげは
テニス部所属。裸拳「刺（し）」の使い手。裸質は「辱」。気位の高い女王様気質。かなりの変態かつサディストであり、柚希に敗北してからはマゾにも目覚めた。テニスボールやラケットの柄やローションなど様々なアイテムを体内に収納して戦闘中に取り出してみせる。
筑波魔央（つくば まお）
新体操部所属。裸拳「陰」の使い手。頭に巻いている鋼鉄（スチール）リボンを操り何でも切断する。
球磨美鈴（くま みすず）
ビーチバレー部所属。裸拳「砂」の使い手。褐色肌で関西弁を喋る。お金が大好き。
新高可音（にいたか かのん）
チアリーディング部所属。裸拳「波」の使い手。不利な側を応援しようとする癖がある。

### 第三陣・上海グループ
上海麗華を中心に同盟を組んだグループ。帰国子女から構成されている。前回の「聖戦」で日本を追われた一族の子孫であり、他国の文化・戦法を取り入れた特殊な裸拳を使う。
上海麗華（うわみ れいか）
中国からの帰国子女。上海裸拳「圧」の使い手。裸質は「頂」。技として「電マ刺激恥骨圧」、「舌圧」、究極奥義「女体芯」を使う。100年前、先祖が追放された恨みをいまだ忘れず、国内の裸拳使い達への復讐に燃えている。「女体芯」使用時の刷り込みにより秋生を生涯の伴侶と定める。
日向虎々（ひゅうが ここ）
ケニアからの帰国子女。刀裸拳「猟」の使い手。技として「爪魂餓牙（そうこんがが）」を使う。褐色肌で語尾に「ジャガー」をつける。他人の体臭を嗅ぎたがる癖がある。
栗栖聖良（くりす せいら）
アメリカからの帰国子女。裸拳「縛」の使い手。ムチや縄を使いこなす。緊縛技として「逆海老緊縛（リバースシュリンプ・ボンデージ）」「亀甲緊縛（タートルシェル・ボンデージ）」「ブルランディング」「海老責め緊縛（シュリンプアタック・ボンデージ）」「高手小手緊縛ロデオ責め」「牝豚二人緊縛（ダブルピッグ・ボンデージ）」等を使う。

### 第四陣・盾無グループ
文化系クラブの面々で構成され、新聞部の盾無沙綾を中心に同盟を結んだグループ。他のグループとは違い、沙綾と他の三人には「実力差に基づく上下関係」がある。
盾無沙綾（たてなし さあや）
新聞部所属。裸拳「感」の使い手。裸質は「頂」。護に恋しているため護にまとわりつく柚希に激しい憎しみを抱いている。「流派と裸質の組み合わせにおいて私を越える者はいない。」と豪語するほどの実力者で、その力にものを言わせて他の3人を私兵の如く顎で使う横暴な一面がある。巡曰く、「あまりに強過ぎる力を抑えるために（裸拳使いとしては）必要以上に着衣せねばならない」らしい。
多々良響（たたら ひびき）
マーチングバンド部所属。裸拳「分」の使い手。割り切った性格で、自らが覇権奪取しようと言う気概は薄く、「盾無総本家体制」で「総本家直系の一族」として組み込まれる事による栄達を目指す。
本庄継実（ほんじょう つぐみ）
歴史研究会所属。裸拳「炎」の使い手。前述の響同様、「盾無総本家体制」での栄達を志向しているが、沙綾に顎で使われる事に若干の不満がある様子（本人曰く、「足軽扱い」）。
真柴巡（ましば めぐる）
科学部所属。裸拳「毒」の使い手。体から発する悪臭を用いた戦法を得意とするが、「体臭が臭い」と言われると傷つく。

### 第五陣・2年生グループ
最終話に登場。劇中で戦うことは無かったため裸拳使いとしての能力は不明。
長良尽（ながら つくし）
フェンシング部所属。
千歳 ミハル（ちとせ みはる）
馬術部所属。
吾妻針（あづま しん）
手芸部所属。
妙高瑠輝（みょうこう るき）
演劇部所属。

## 用語
裸拳
身体を覆う衣服を最小限に抑えることによって、露出した皮膚から大量の酸素を摂り入れて細胞を活性化させ、宇宙エネルギー（劇中では「裸拳エネルギー」と呼称）を体内に作り出し攻撃力に変える秘拳。それゆえ「脱げば脱ぐほど力が強くなる」という法則があり、使い手は肌の露出面積によって力をコントロールしている。裸拳使いの一族のみが扱える。
流派
裸拳使いの一族が各々「裸拳エネルギーの有効な活用方法」を研究して確立された闘法。
裸質
裸拳の流派とは別個に突然変異的に現れる使い手の体質的資質。感情的な爆発や性的絶頂によって発動し、裸拳の技と組み合わせることで圧倒的な力を発揮する。
聖戦
100年に一度、裸拳使いの総本家を決める戦い。各家の「最も若い後継者」で戦うというルールがあるため、柚希を狙う刺客達も柚希と同じく高校生の少女ばかりである。
覇権
聖戦に勝利し総本家となった流派の継承者が持つ、全ての裸拳使いの統括権。

## 書誌情報
- 爲永ゆう『ヌードファイター柚希』小学館〈ビッグコミックス〉、全5巻（2012年8月30日現在）
  1. 2010年2月27日発売[小 1]、ISBN 978-4-09-182875-0
  2. 2010年8月30日発売[小 2]、ISBN 978-4-09-183451-5
  3. 2011年3月30日発売[小 3]、ISBN 978-4-09-183774-5
  4. 2012年10月28日発売[小 4]、ISBN 978-4-09-184102-5
  5. 2012年8月30日発売[小 5]、ISBN 978-4-09-184574-0

### 小学館コミック
以下の出典は小学館コミック（小学館）内のページ。書誌情報の発売日の出典としている。
1. ↑  “ヌードファイター柚希 1”. 少年サンデーコミックス.  小学館. 2022年1月26日閲覧。
2. ↑  “ヌードファイター柚希 2”. 少年サンデーコミックス.   小学館. 2022年1月26日閲覧。
3. ↑  “ヌードファイター柚希 3”. 少年サンデーコミックス.   小学館. 2022年1月26日閲覧。
4. ↑  “ヌードファイター柚希 4”. 少年サンデーコミックス.   小学館. 2022年1月26日閲覧。
5. ↑  “ヌードファイター柚希 5”. 少年サンデーコミックス.   小学館. 2022年1月26日閲覧。